# 2009年12月逝世人物列表
2009年逝世人物列表：1月 - 2月 - 3月 - 4月 - 5月 - 6月 - 7月 - 8月 - 9月 - 10月 - 11月 - 12月
2009年12月逝世人物列表，是用于汇总2009年12月期间逝世人物的列表。

## 依日期排序

### 1日
- 克裡斯托夫·布德（Christoph Budde），46歲，德國足球運動員（門興格拉德巴赫），豬流感。[1]
- 莫裡斯·克萊蒙斯（Maurice Clemmons），37歲，美國重罪犯，2009年華盛頓州萊克伍德槍擊案的肇事者，員警被槍殺。[2]
- 尼爾·道格爾（Neil Dougall），88歲，英國足球運動員（普利茅斯阿蓋爾）。[3]
- 湯米·亨裡奇（Tommy Henrich），96歲，美國棒球運動員（紐約洋基隊）。[4]
- 比拉勒·奧瑪律·汗（Bilal Omer Khan），55歲，巴基斯坦將軍，2009年12月拉瓦爾品第恐怖襲擊的受害者[5]
- 比爾·李斯特（Bill Lister），86歲，美國小酒歌手。[6]
- 阿爾貝托·馬丁內斯（Alberto Martínez），59歲，烏拉圭足球運動員（FK奧地利維也納），心力衰竭。[7]
- 科黛莉亞·奧利弗（Cordelia Oliver），86歲，蘇格蘭畫家、記者和藝術評論家。[8]
- Ramses Shaffy，76歲，荷蘭歌手和演員，食道癌。[9]
- Shilendra Kumar Singh，77歲，印度政治家，拉賈斯坦邦州長（2007-2009）。[10]
- Éva Szörényi，92歲，匈牙利女演員，科蘇特獎獲得者。[11]
- 老唐納德·華盛頓，79歲，美國爵士男高音薩克斯管演奏家，肺癌。[12]

### 2日
- 哈羅德·阿克曼（Harold A. Ackerman），81歲，美國聯邦法官，自然原因。[13]
- 路易士·瑪麗亞·班德雷斯（Luis María Bandrés），65歲，西班牙巴斯克民族主義黨領袖。[14]
- 伊莉莎白·貝裡奇（Elizabeth Berridge），89歲，英國小說家。[15]
- Foge Fazio，71歲，美式橄欖球教練，白血病。[16]
- Shoji Hashimoto，75歲，日本圍棋大師，心肌梗塞。[17]
- Ikuo Hirayama，79歲，日本畫家，中風。[18]
- 瑪姬·鐘斯（Maggie Jones），75歲，英國女演員（《加冕街》）。[19]
- Jozo Križanović，65歲，波士尼亞政治家，克羅埃西亞總統府成員（2001-2002），手術併發症。[20]
- 布萊恩·莫裡森（Brian Morrison），76歲，澳大利亞牧師和人道主義者。[21]
- 路易士·隆巴爾迪·內托，69歲，巴西播音員（西爾維奧·桑托斯電視節目），中風。[22]
- 亞倫·施羅德（Aaron Schroeder），83歲，美國詞曲作者，阿爾茨海默病。[23]
- 伊恩·湯普森（Ian Thompson），74歲，澳大利亞政治家，西澳大利亞州立法議會議員（1971-1993）。[24]
- 維耶科斯拉夫·舒特伊（Vjekoslav Šutej），58歲，克羅埃西亞指揮家，白血病。[25]
- 埃裡克·伍爾夫森（Eric Woolfson），64歲，蘇格蘭歌手和鍵盤手（艾倫·帕森斯專案），癌症。[26]

### 3日
- 索馬里高等教育部長易卜拉欣·哈桑·阿杜（Ibrahim Hassan Addou）爆炸。[需要引證]
- 卡瑪律·亞丁·阿裡，52歲，索馬里衛生部長，爆炸。[27]
- Swadesh Bose，81歲，孟加拉國經濟學家。[28]
- Nat Boxer，84歲，美國音響工程師（《現代啟示錄》、《教父第二部分》、《對話》），奧斯卡獎得主（1980年）。[29]
- 埃斯特萬·卡多佐·德·阿維拉爾，92歲，巴西羅馬天主教烏貝蘭迪亞主教（1978-1992）。[30]
- 保拉·霍金斯（Paula Hawkins），82歲，美國政治家，佛羅里達州參議員（1981-1987），跌倒併發症。[31]
- 伊斯特萬·伊格洛迪（István Iglódi），65歲，匈牙利演員。[32]
- 萊拉·洛佩斯（Leila Lopes），50歲，巴西女演員，自殺。[33]
- Bert Main，90歲，澳大利亞動物學家。[34]
- 布萊恩·梅森（Brian Mason），92歲，紐西蘭科學家，腎功能衰竭。[35]
- 柯蒂斯·恩孔多（Curtis Nkondo），81歲，南非政治家、活動家和外交官。[36]
- 派特·鮑爾（Pat Power），67歲，澳大利亞政治家，維多利亞州吉卡·吉卡（Jika Jika）立法委員會成員（1992-1999）。[37]
- 薩姆·索爾特，69歲，英國海軍少將，福克蘭群島戰爭期間謝菲爾德號艦長[38]。
- 彼得·斯坎倫（Peter Scanlon），78歲，美國會計師兼董事長（Coopers & Lybrand），癌症。[39]
- Åsmund L. Strømnes，82歲，挪威教育家。[40]
- Valbjörn Þorláksson，75歲，冰島十項全能運動員。[41]
- 理查·托德（Richard Todd），90歲，愛爾蘭出生的英國奧斯卡金像獎提名演員（《匆忙的心》《大壩破壞者》），（《最長的一天》），癌症。[42]
- 索馬里教育部長艾哈邁德·阿卜杜拉希·瓦耶爾（Ahmed Abdulahi Waayeel）爆炸。[27]
- 鮑比·韋恩·伍茲（Bobby Wayne Woods），44歲，美國被定罪的強姦犯、綁架犯和殺人犯，被注射死刑。[43]
- Torrie Zito，76歲，美國鋼琴家和編曲家，肺氣腫。[44]

### 4日
- 77歲的美國人類學家兼教授理查·T·安通（Richard T. Antoun）被刺傷。[45]
- 哈羅德·貝爾（Harold Bell），90歲，美國營銷人員，許可代理和技術顧問，Woodsy Owl的創始人。[46]
- 利亞姆·克蘭西（Liam Clancy），74歲，愛爾蘭民謠歌手（克蘭西兄弟），肺纖維化。[47]
- 蒂姆·科斯特洛（Tim Costello），64歲，美國勞工和反全球化宣導者，胰腺癌。[48]
- 馬修·羅獨喜，90歲，中國天主教嘉定主教。[49]
- 傑羅姆-蜜雪兒-法蘭西斯·馬丁，68歲，法國羅馬天主教貝爾貝拉蒂主教（1987-1991）。[50]
- 布萊恩·奧伯恩（Bryan O'Byrne），78歲，美國角色演員。[51]
- 維亞切斯拉夫·吉洪諾夫（Vyacheslav Tikhonov），81歲，俄羅斯演員（《春天的十七個時刻》）。[52]
- 斯蒂芬·圖爾明，87歲，英國哲學家和作家，心力衰竭。[53]
- 斯皮里頓·特蘭特利斯（Spyridon Trantellis），83歲，希臘拉卡達斯大都會主教，長期患病。[54]
- Jordi Solé Tura，79歲，西班牙政治家和律師，《西班牙憲法》的合著者和文化部長（1991-1993）。[55]
- Umaga，36歲，美國職業摔跤手（WWE），處方藥過量。[56]
- Mall Vaasma，64歲，愛沙尼亞真菌學家。[57]
- 瑪麗·柯蒂斯·韋爾納（Mary Curtis Verna），88歲，美國歌劇女高音（大都會歌劇院），髖部骨折併發症。[58]
- 弗朗西斯·威爾福德·史密斯（Francis Wilford-Smith），82歲，英國漫畫家。[59]

### 5日
- Barrel Man，69歲，丹佛野馬隊的美國球迷，肺衰竭。[60]
- 傑里·伯恩（Jerry Birn），86歲，美國電視編劇（《年輕與不安分》）。[61]
- 尼娜·菲什曼（Nina Fishman），63歲，英國歷史學家和政治活動家，癌症。[62]
- 阿爾弗雷德·赫德利卡（Alfred Hrdlicka），81歲，奧地利建築師和製圖員。[63]
- 奧托·格拉夫·蘭布斯多夫，82歲，德國政治家，經濟部長（1977-1982;1982-1984）。[64]
- 威廉·萊德勒（William Lederer），97歲，美國作家（《醜陋的美國人》），呼吸衰竭。[65]
- 卡爾曼·瑪律科維茨，78歲，匈牙利奧運金牌（1952年、1956年）和銅牌得主（1960年）。[66]
- 加菲貓·摩根（Garfield Morgan），78歲，英國演員（The Sweeney），癌症。[67]
- 瑪律科姆·佩里（Malcolm Perry），80歲，約翰·甘迺迪（John F. Kennedy）總統遇刺后的美國主治醫師，肺癌。[需要引證]
- 曼努埃爾·普拉多·科隆·德·卡瓦哈爾，78歲，西班牙外交官。[68]
- Dumitru Puntea，66歲，摩爾多瓦政治家。[69]
- 吉姆·羅恩（Jim Rohn），79歲，美國企業家，作家和勵志演說家，肺纖維化。[70]
- 傑克·羅斯（Jack Rose），38歲，美國吉他手，心臟病發作。[71]
- 泰國維莫爾查特拉公主，88歲，泰國皇室成員，普密蓬·阿杜德國王的堂兄，腎功能衰竭。[72]
- 威廉·威爾遜（William A. Wilson），95歲，美國駐羅馬教廷大使（1984-1986）。[73]

### 6日
- 鄧尼斯·柯林斯（Dennis P. Collins），85歲，美國政治家，新澤西州巴約訥市市長（1974-1990）。[74]
- 魯普雷希特·蓋格（Rupprecht Geiger），101歲，德國畫家。[75]
- 德莫特·蒙蒂斯（Dermott Monteith），66歲，愛爾蘭板球運動員。[76]
- 約翰·皮滕格，79歲，美國政治家，賓夕法尼亞州教育部長（1972-1976），帕金森病。[77]
- Bina Rai，78歲，印度女演員（Anarkali），心臟病發作。[78]
- Daouda Sow，76歲，塞內加爾政治家，國民議會議長（1984-1998）。[79]

### 7日
- 弗蘭克·M·科芬（Frank M. Coffin），90歲，美國政治家，緬因州眾議員（1957-1961），主動脈瘤手術併發症。[80]
- 羅伊登·德里克（Royden G. Derrick），94歲，LDS教會的美國總權威，自然原因。[81]
- 艾爾·多羅，80歲，美式橄欖球運動員（華盛頓紅人隊，紐約泰坦隊），骨癌。[82]
- 濱田俊吉，99歲，日本奧運會銀牌得主（1932年），曲棍球運動員。[83]
- 洛倫佐·奧喬亞·薩拉斯（Lorenzo Ochoa Salas），墨西哥考古學家。[84]
- 格雷迪·派特森（Grady Patterson），85歲，美國政治家，南卡羅來納州財政部長（1966-1995;1999-2007），自然原因。[85]
- Carlene Hatcher Polite，77歲，美國小說家，癌症。[86]
- 馬克·里茨（Mark Ritts），63歲，美國演員和木偶師（《比克曼的世界》），腎癌。[87]
- 雷·所羅門諾夫，83歲，美國物理學家和人工智慧先驅。[88]
- 彼得·韋爾，60歲，俄羅斯散文家和記者。[89]

### 8日
- 詹姆斯·賓厄姆（James Bingham），84歲，英國藝術家。[90]
- 肯尼斯·比羅斯（Kenneth Biros），51歲，美國被定罪的殺人犯，注射死刑。[91]
- 瓊·布裡奇（Joan Bridge），97歲，英國服裝設計師（《四季男人》《裘莉婭》《屋頂上的小提琴手》），奧斯卡獎得主（1967年）。[92]
- Su Cruickshank，63歲，澳大利亞爵士歌手和演員（Young Einstein），心腎衰竭。[93]
- 路易士·迪亞斯（Luis Días），57歲，多明尼加音樂家和詞曲作者，心臟病發作。[94]
- 迪恩·法薩諾（Dean Fasano），54歲，美國歌手（先知，資訊），冠狀動脈疾病。[95]
- 約翰·吉文斯（John Givens），83歲，美國籃球教練（肯塔基上校，1967年）。[96]
- 亞瑟·格拉瑟（Arthur Glasser），95歲，美國傳教士和神學家。[97]
- 卡雷爾·克蘭奇尼克，92歲，南斯拉夫奧運會跳臺滑雪運動員。[98]
- Elza Medeiros，88歲，巴西護士，二戰老兵。[99]
- William C. McInnes，86歲，美國耶穌會士，費爾菲爾德大學校長（1964-1973）;南佛羅里達大學（1973年–1976年）。[100]
- 安東尼·薩努西（Anthony Sanusi），98歲，奈及利亞羅馬天主教主教（1969-1990）。[101]
- 弗雷德·謝菲爾德（Fred Sheffield），86歲，美國籃球運動員。
- 菲力浦·沃森爵士，90歲，英國海軍上將。[102]

### 9日
- 路易士·卡洛斯·阿爾博蓋蒂（Luiz Carlos Alborghetti），64歲，巴西電視節目主持人和政治家，肺癌。[103]
- 吉恩·巴里（Gene Barry），90歲，美國演員（《世界大戰》，《伯克定律》，《蝙蝠馬斯特森》），心力衰竭。[104]
- 羅傑·雅各比（Roger Jacobi），62歲，英國考古學家。[105]
- Sa'ad Khair，56歲，約旦特勤局局長，心臟病發作。[106]
- Piotr Krzywicki，45歲，波蘭政治家，胰腺癌。[107]
- 謝爾·歐亨尼奧·勞格魯德·加西亞，79歲，瓜地馬拉總統（1974-1978），癌症併發症。[108]
- 羅德里戈·卡拉索·奧迪奧，82歲，哥斯大黎加政治家，總統（1978-1982），心力衰竭。[109]
- Faramarz Payvar，77歲，伊朗作曲家和桑圖爾演奏家，腦損傷。[需要引證]
- Onofre Cândido Rosa，85歲，巴西羅馬天主教雅爾丁主教（1981-1999）。[110]
- Goldie Semple，56歲，加拿大舞台演員，乳腺癌。[111]
- 諾曼·賽克斯，83歲，英格蘭足球運動員（布裡斯托爾流浪者）。[112]

### 10日
- 阿波羅尼亞·穆尼奧斯·阿巴爾卡（Apolonia Muñoz Abarca），89歲，美國活動家。[113]
- 吉恩·卡彭特（Gene Carpenter），70歲，美式橄欖球教練。[114]
- 迪利普·奇特爾（Dilip Chitre），70歲，印度詩人，癌症。[115]
- 肯尼·迪諾（Kenny Dino），70歲，美國流行歌手。[116]
- Jean-Robert Gauthier，80歲，渥太華東部（1972-1974）加拿大國會議員，渥太華-瓦尼爾（1974-1994）;參議員（1994-2004），中風。[117]
- 約翰·金格爾爵士，84歲，英國空軍元帥和黑杖（1985-1992）。[118]
- 湯瑪斯·霍文，78歲，美國大都會藝術博物館館長（1967-1977），肺癌。[119]
- 艾倫·哈金斯爵士，88歲，英國法學家，香港上訴法院副院長（1980-1987）。[120]
- 科林·詹姆斯（Colin James），83歲，英國聖公會主教，溫徹斯特主教（1985-1995），胸部感染。[121]
- 約瑟夫·科齊安，83歲，匈牙利乒乓球運動員。[122]
- William L. Reilly，94歲，美國耶穌會士和哲學教授，勒莫因學院院長（1964-1976）。[123]

### 11日
- 布林德利·本恩（Brindley Benn），86歲，圭亞那政治家，副總理，自然原因。[124]
- 歐內斯特·查博特（Ernest E. Chabot），87歲，美國政治家。[125]
- 弗朗西斯科·皮克爾，87歲，西班牙演員。[126]
- Ciarán Mac Mathúna，84歲，愛爾蘭電臺主持人和音樂收藏家。[127]
- 埃裡克·皺紋（Eric Wrinkles），49歲，美國被定罪的殺人犯，被注射死刑。[128]

### 12日
- 瓦爾·艾弗里（Val Avery），85歲，美國演員（《殺死一個中國博彩公司》）。[129]
- Klavdiya Boyarskikh，70歲，俄羅斯越野滑雪運動員，奧運會金牌得主（1964年）。[130]
- 查理斯·科普蘭，99歲，英國聖公會牧師，阿蓋爾和群島院長（1977-1979）。[131]
- 查理斯·大衛斯（Charles Davis），84歲，美國演員，心臟病發作。[132]
- Ali Gharbi，54歲，突尼西亞游泳運動員。[133]
- 霍華德·韋斯利·詹森（Howard Wesley Johnson），87歲，美國教育家，麻省理工學院校長（1966-1971）。[134]
- 小拿破崙·鐘斯（Napoleon A. Jones Jr.），69歲，美國聯邦法官。[135]
- 曼努埃爾·魯伊斯·索薩（Manuel Ruiz Sosa），72歲，西班牙足球運動員和教練。[136]
- 尤金·范·塔梅倫（Eugene van Tamelen），84歲，美國化學家，癌症。[137]

### 13日
- 丹·巴頓（Dan Barton），88歲，美國演員，心力衰竭和腎病。[138]
- 朱利安·費恩（Julian Fane），82歲，英國作家。[139]
- 莫伊拉·弗雷澤（Moyra Fraser），86歲，澳大利亞出生的英國女演員（《時光流逝》）。[140]
- 伊馮娜·金（Yvonne King），89歲，美國歌手（The King Sisters）。[141]
- Börje Langefors，94歲，瑞典工程師和計算機科學家。[142]
- Arne Næss，84歲，挪威政治家，卑爾根市長。[143]
- Piergiorgio Nesti，78歲，義大利羅馬天主教卡梅里諾-聖塞韋里諾瑪律凱大主教。[144]
- 保羅·薩繆爾森，94歲，美國經濟學家，諾貝爾獎獲得者（1970年）。[145]
- Sha'ari Tadin，77歲，新加坡教育家和公務員，患有帕金森病。[146]
- 湯瑪斯·斯特羅克（Thomas F. Stroock），84歲，美國政治家，駐瓜地馬拉大使（1989-1992）。[147]
- Larry Sultan，63歲，美國攝影師，癌症。[148]
- 威爾頓，62歲，巴西足球運動員。[149]

### 14日
- Alan A'Court，75歲，英國足球運動員（英格蘭利物浦），癌症。[150]
- 傑克·德納姆（Jack Denham），85歲，澳大利亞馴馬師，1997年考菲爾德和墨爾本杯（Might and Power）冠軍。[151]
- 克裡斯·范斯坦（Chris Feinstein），42歲，美國貝斯手（The Cardinals）。[152]
- Stocker Fontelieu，86歲，美國演員兼執行董事（新奧爾良劇院），跌倒併發症。[153]
- 康納德·福克斯（Conard Fowkes），76歲，美國演員（《黑影》）。[154]
- 米奧德拉格·約萬諾維奇，87歲，塞爾維亞奧運會銀牌得主（1948年）足球運動員。[155]
- 喬治·麥金農（George McKinnon），91歲，美國籃球和棒球教練。[156]
- David Pecaut，54歲，加拿大市政企業家，結直腸癌。[157]
- 丹尼爾·皮斯科波（Daniel Piscopo），89歲，馬爾他政治家。[158]
- 索爾·普萊斯（Sol Price），93歲，美國商人，普萊斯俱樂部創始人，自然原因。[159]

### 15日
- 柯蒂斯·阿利納（Curtis Allina），87歲，美國商人，Pez Candy的高管（1955-1979），心力衰竭。[160]
- C. D. B. Bryan，73歲，美國作家，癌症。[161]
- 克裡斯·克拉克爵士，68歲，英國政治家，薩默塞特郡議會領袖。[162]
- Milena Müllerová，86歲，捷克體操運動員，奧運會冠軍（1948年）。[163]
- 阿納爾多·里貝羅（Arnaldo Ribeiro），79歲，巴西羅馬天主教里貝朗·普雷圖大主教（1988-2006）。[164]
- 奧羅·羅伯茨（Oral Roberts），91歲，美國傳教士，奧羅·羅伯茨大學（Oral Roberts University）創始人，肺炎併發症。[165]
- 詹姆斯·羅森特（James Rossant），81歲，美國建築師，弗吉尼亞州雷斯頓的設計師，白血病。[166]
- 赫伯特·斯皮格爾（Herbert Spiegel），95歲，美國精神病學家。[167]

### 16日
- 阿圖羅·貝爾特蘭·萊瓦（Arturo Beltrán Leyva），48歲，墨西哥毒梟，被槍殺。[168]
- Arthur Cores，52歲，美國商人，波士頓市場創始人，食道癌。[169]
- 德雷克塞爾·大衛斯（Drexell R. Davis），88歲，美國政治家，肯塔基州國務卿和州財政部長。[170]
- 羅伊·E·迪士尼（Roy E. Disney），79歲，美國娛樂業高管（華特迪斯尼公司），沃爾特·迪士尼的侄子，胃癌。[171]
- 卡雷爾·杜菲克（Karel Dufek），93歲，捷克斯洛伐克外交官，西班牙內戰老兵。[172]
- 葉戈爾·蓋達爾（Yegor Gaidar），53歲，俄羅斯政治家，代理總理（1992年），血栓。[173]
- 鄧尼斯·希律（Dennis Herod），86歲，英格蘭足球運動員（斯托克城）。[174]
- Fred Honsberger，58歲，美國電臺名人。[175]
- T. G. H. James，86歲，英國埃及學家。[176]
- 凱利·誇利克（Kelly Kwalik），53-54歲，印尼西巴布亞分離主義領導人和指揮官（自由巴布亞運動），被槍殺。[177]
- 維克多·里茲代爾夫人，里茲代爾夫人，88歲，英國政治家，二戰情報人員，錢便士小姐的靈感來源。[178]
- Manto Tshabalala-Msimang，69歲，南非政治家，衛生部長（1999-2008），肝移植併發症。[179]
- 弗拉基米爾·圖爾欽斯基，46歲，俄羅斯演員，健美運動員和表演者，心臟病發作。[180]
- 約瑟夫·沃斯（Josef Voß），72歲，德國羅馬天主教明斯特輔助主教，蒂西多名義主教（自1988年起）。[181]
- 鮑勃·瓦爾德邁爾（Bob Waldmire），64歲，美國66號公路藝術家，癌症。[182]

### 17日
- 阿明·哈菲茲，88歲，敘利亞政治家，總統（1963-1966）。[183]
- P. R. Anthonis，98歲，斯里蘭卡外科醫生。[184]
- 阿萊娜·里德·霍爾（Alaina Reed Hall），63歲，美國女演員（芝麻街，227），乳腺癌。[185]
- 克裡斯·亨利（Chris Henry），26歲，美式橄欖球運動員（辛辛那提孟加拉虎隊），從車上摔下來后鈍器外傷。[186]
- 沃倫·霍根（Warren Hogan），80歲，澳大利亞經濟學教授和政府顧問，癌症。[187]
- 詹妮佛·鐘斯（Jennifer Jones），90歲，美國奧斯卡金像獎獲獎女演員（《伯納黛特之歌》），自然原因。[188]
- 蜜雪兒·勒布朗（Michel Leblond），77歲，法國奧運足球運動員。[189]
- Miljenko Mihić，75歲，塞爾維亞足球教練。[190]
- 丹·奧班農（Dan O'Bannon），63歲，美國編劇（《異形》《全面回憶》《藍色雷霆》），克羅恩病。[191]
- 撒母耳·維克多·佩里（Samuel Victor Perry），91歲，英國生物化學家。[192]
- 漢斯·芬寧格（Hans Pfenninger），80歲，瑞士奧運自行車運動員。[193]
- 阿爾伯特·拉福爾斯-卡薩馬達（Albert Ràfols-Casamada），86歲，西班牙藝術家。[194]

### 18日
- 弗雷德·巴赫拉赫（Fred Bachrach），95歲，荷蘭藝術史學家。[195]
- 查斯·巴倫（Chas Balun），61歲，美國藝術家和記者，癌症。[196]
- 何塞·巴爾迪納（José Bardina），70歲，西班牙裔委內瑞拉演員，膀胱癌。[197]
- 奧斯卡·達農（Oskar Danon），96歲，波士尼亞指揮家和作曲家。[需要引證]
- 約翰·亨利·費舍爾（John Henry Fischer），99歲，美國教育家，哥倫比亞大學師範學院院長（1962-1974），心力衰竭。[198]
- 康妮·海因斯（Connie Hines），78歲，美國女演員（埃德先生），心力衰竭。[199]
- Harold Lundrigan，81歲，加拿大商人。[200]
- Archimandrite Joasaph，47歲，ROCOR耶路撒冷俄羅斯教會傳教團的美國負責人，癌症。[201]
- 拉斯洛·納吉，88歲，出生於匈牙利的瑞士人，世界童子軍運動組織秘書長（1968-1988）。[202]
- 約伯·奧薩基，63歲，美國東正教大主教。[203]
- 喬治娜·帕金森（Georgina Parkinson），71歲，英國芭蕾舞演員和芭蕾舞情婦，癌症。[204]
- 邁克·辛普森（Mike Simpson），47歲，美國政治家，密歇根州眾議員（自2006年起），心臟病發作。[205]
- Adelbert St. John，78歲，加拿大出生的奧地利冰球運動員。[206]
- 鮑勃·威洛比（Bob Willoughby），82歲，美國攝影師，癌症。[207]
- 羅賓·伍德（Robin Wood），78歲，英國影評人，白血病。[208]
- 雷克斯·耶特曼（Rex Yetman），76歲，加拿大藍草曼陀林演奏家 [209]
- 傑克·齊利（Jack Zilly），88歲，美式橄欖球運動員（洛杉磯公羊隊）。[210]

### 19日
- 查理斯·伯奇（Charles Birch），91歲，澳大利亞遺傳學家。[211]
- 托尼·布科維奇（Tony Bukovich），94歲，美國冰球運動員（底特律紅翼隊）。[212]
- 瑪格麗特·克裡斯滕森（Margaret Christensen），88歲，澳大利亞女演員。[213]
- 伊迪絲·迪亞茲（Edith Díaz），70歲，波多黎各出生的美國女演員，心力衰竭。[214]
- 林肯·戈登（Lincoln Gordon），96歲，美國外交官和學者，駐巴西大使（1961-1966），約翰霍普金斯大學校長（1967-1971）。[215]
- 大阿亞圖拉·海珊-阿裡·蒙塔澤里，87歲，伊朗神職人員和持不同政見者，自然原因。[216]
- Zeki Ökten，68歲，土耳其電影導演，心臟病患者。[217]
- Kim Peek，58歲，美國學者，《雨人》的靈感來源，心臟病發作。[218]
- 唐納德·皮克林（Donald Pickering），76歲，英國演員（《帕利斯一家》《太遠的橋》《知道太少的人》）。[219]
- 羅傑·羅森（Roger Rawson），70歲，美國政治家，猶他州眾議院前多數黨領袖，肝病。[220]
- 洛倫·辛格（Loren Singer），86歲，美國小說家（《視差視圖》）。[221]

### 20日
- 瓊·布魯斯南·沃爾什（Joan Brosnan Walsh），71歲，愛爾蘭女演員（Fair City），運動神經元疾病。[222]
- 傑克·布朗索德，86歲，英國足球運動員（斯肯索普聯隊）。[223]
- 詹姆斯·格利（James Gurley），69歲，美國吉他手（老大哥和控股公司），心臟病發作。[224]
- 傑克·希克森（Jack Hixon），88歲，英國足球球探。[225]
- 56歲的印度達利特活動家阿倫·克魯什納吉·坎布爾（Arun Krushnaji Kamble）溺水身亡。[226]（屍體於此日被發現）
- Yiannis Moralis，93歲，希臘視覺藝術家。[227]
- 布列塔尼·墨菲（Brittany Murphy），32歲，美國女演員（《無知》《山丘之王》《8英里》），肺炎。[228]
- Shari Rhodes，71歲，美國選角導演（《大白鯊》《第三類親密接觸》《絕命毒師》）。[229]
- 薇拉·裡奇（Vera Rich），73歲，英國詩人、記者、歷史學家和翻譯家。[230]
- 萊斯特·羅德尼（Lester Rodney），98歲，美國體育記者。[231]
- 阿諾德·斯唐（Arnold Stang），91歲，美國演員（Top Cat，It's a Mad，Mad，Mad，Mad，Mad World，The Man with the Golden Arm），肺炎。[232]
- 艾拉·特羅布利（Ira Trombley），57歲，美國政治家，佛蒙特州眾議院議員（自2002年起），自然原因。[233]

### 21日
- Suryakant Acharya，80歲，印度政治家，自然原因。[234]
- Jaime Agudelo，84歲，哥倫比亞喜劇演員，呼吸衰竭。[235]
- 克雷吉·艾奇森（Craigie Aitchison），83歲，英國畫家。[236]
- 迪克·阿切爾（Dick Archer），82歲，澳大利亞政治家，塔斯馬尼亞州立法委員會成員（1980-1992）。[237]
- 安·尼克森·庫珀（Ann Nixon Cooper），107歲，美國民權活動家，在奧巴馬總統的競選勝利演講中提到。[238]
- 詹姆斯·考利（James Cowley），90歲，英國傑出行為獎章獲得者。[239]
- Rick Hube，62歲，美國政治家，佛蒙特州眾議院議員（自1998年起）。[240]
- 大衛·艾薩克斯（David Isaacs），63歲，牙買加歌手（The Itals）。[241]
- 彼特·金（Pete King），80歲，英國薩克斯管演奏家，羅尼·斯科特爵士俱樂部（Ronnie Scott's Jazz Club）的聯合創始人。[242]
- 埃德溫·克雷布斯（Edwin G. Krebs），91歲，美國諾貝爾獎獲得者生物化學家。[243]
- 克裡斯托斯·蘭布拉基斯（Christos Lambrakis），75歲，希臘商人，出版商和記者，多器官衰竭。[244]
- 瑪麗安·斯通（Marianne Stone），87歲，英國角色女演員（Carry On）。[245]

### 22日
- 阿爾·伯納丁（Al Bernardin），81歲，美國餐館老闆，四分之一磅的發明者，中風。[246]
- 米克·考克斯（Mick Cocks），54歲，澳大利亞吉他手（玫瑰紋身），肝癌。[247]
- 路易士·弗朗西斯科·奎利亞爾，69歲，哥倫比亞政治家，卡克塔州長，被割喉暗殺。[248]
- 邁克爾·柯里（Michael Currie），81歲，美國演員（《黑影》《突如其來的衝擊》）。[249]
- 伯恩哈德·德羅格（Bernhard Droog），88歲，荷蘭演員，肺炎。[250]
- 米萊娜·德沃爾斯卡（Milena Dvorská），71歲，捷克電影女演員。[251]
- 愛德華·梅特蘭-麥吉爾-克萊頓，93歲，英國陸軍上將。[252]
- 安迪·曼森（Andy Manson），73歲，澳大利亞政治家，新南威爾士州立法委員會成員（1995-2000）。[253]
- 鄧肯·派特森（Duncan Paterson），66歲，蘇格蘭橄欖球聯盟球員和管理員。[254]
- 鮑勃·菲利斯爵士（Sir Bob Phillis），64歲，英國媒體主管，癌症。[255]
- 阿爾伯特·斯坎倫，74歲，英格蘭足球運動員（曼聯），慕尼克空難倖存者。[256]
- 皮爾斯·沃德爾（Piers Wardle），49歲，英國藝術家，腦溢血。[257]

### 23日
- 盧卡斯·阿巴達姆洛拉（Lucas Abadamloora），71歲，迦納羅馬天主教納夫龍戈-博爾加坦加主教（1994-2009）。[258]
- Lilo Allgayer，94歲，德國奧運擊劍運動員。[259]
- 艾克·阿羅諾維奇（Ike Aronowicz），86歲，黨衛軍出埃及記的以色列上尉。[260]
- 格裡戈里·巴克拉諾夫（Grigory Baklanov），86歲，俄羅斯小說家。[261]
- 查理斯·布倫，90歲，美國政治家，猶他州眾議院（1971-1977）和參議院（1977-1985）。[262]
- 羅伯特·霍華德（Robert L. Howard），70歲，美國士兵，榮譽勳章獲得者（1971年），胰腺癌。[263]
- 米卡·納夫塔林（Micah Naftalin），76歲，美國蘇聯猶太人的宣導者。[264]
- 阿沛·阿旺晉美，99歲，中國政治家，西藏自治區主席（1964-1968;1981-1983）。[265]
- 彼得·奧哈根（Peter O'Hagan），愛爾蘭政治家。[266]
- 愛德華·席勒貝克（Edward Schillebeeckx），95歲，比利時神學家。[267]
- Rainer Zepperitz，79歲，印尼出生的德國低音提琴手。[268]

### 24日
- 馬庫斯·巴克（Marcus Bakker），86歲，荷蘭政治家，荷蘭共產黨黨魁（1963-1982）。[269]
- 斯坦·本傑明（Stan Benjamin），95歲，美國棒球運動員（費城費城人隊）和球探（休斯頓太空人隊）。[270]
- 朱利奧·博塞蒂（Giulio Bosetti），79歲，義大利演員和電影導演，癌症。[需要引證]
- 拉斐爾·卡爾德拉（Rafael Caldera），93歲，委內瑞拉政治家，總統（1969-1974;1994-1999）。[271]
- 喬治·考林（George Cowling），89歲，英國氣象員。[272]
- Victor Khain，95歲，俄羅斯地質學家。[273]
- 特裡·勞利斯（Terry Lawless），76歲，英國拳擊經理和教練。[274]
- 亨利·范·利肖特，77歲，荷蘭出生的巴布亞紐幾內亞羅馬天主教萊城主教（1966-2007）。[275]
- 喬治·邁克爾（George Michael），70歲，美國體育解說員和飛盤騎師，慢性淋巴細胞白血病。[276]
- Eysteinn Þórðarson，75歲，冰島奧運滑雪運動員。Eysteinn Þórðarson
- Gero von Wilpert，76歲，德國文學家。[277]
- 布萊恩·楊（Brian Young），79歲，英國海軍軍官。[278]

### 25日
- 克裡斯托弗·貝爾（Christopher Bell），35歲，美國殘疾研究學者。[279]
- 比爾·布裡奇，92歲，美國棒球運動員（費城費城人隊）。[280]
- 查理·卡普斯，84歲，美國政治家，密西西比州眾議院議員（1972-2005）。[281]
- 維克·切斯納特（Vic Chesnutt），45歲，美國民謠搖滾音樂家，肌肉鬆弛劑過量。[282]
- Rusty Dedrick，91歲，美國搖擺樂和bebop爵士小號手。[283]
- 克努特·豪格蘭（Knut Haugland），92歲，挪威探險家和二戰老兵，Kon-Tiki探險隊最後倖存的成員。[284]
- 里克·凱恩（Rick Kane），55歲，美式橄欖球運動員（底特律雄獅隊），肺炎。[285]
- 莫裡斯·拉斯克（Morris E. Lasker），92歲，美國聯邦法官，癌症。[286]
- 雷切爾·韋茨斯坦（Rachel Wetzsteon），42歲，美國詩人，自殺。[287]

### 26日
- 查理斯·貝爾德（Charles F. Baird），87歲，美國政治家。[288]
- 鄧尼斯·布魯圖斯（Dennis Brutus），85歲，南非詩人和反種族隔離活動家，前列腺癌。[289]
- 朱塞佩·基亞佩拉（Giuseppe Chiappella），85歲，義大利足球運動員和經理。[290]
- Peder Lunde Sr.，91歲，挪威奧運銀牌得主（1952年）水手。[291]
- 亞瑟·麥金太爾（Arthur McIntyre），91歲，英國板球運動員。[292]
- Yves Rocher，79歲，法國企業家，La Gacilly市長，Yves Rocher Cosmetics創始人。[293]
- 伊霍爾·舍夫琴科（Ihor Ševčenko），87歲，波蘭語言學家。[294]
- 珀西·薩頓（Percy Sutton），89歲，美國民權活動家，政治家和律師，曼哈頓區長（1966-1977）。[295]
- Jacques Sylla，63歲，馬達加斯加政治家，馬達加斯加總理（2002-2007）。[296]
- 大衛·泰勒（David Taylor），63歲，英國政治家，萊斯特郡西北部議員（自1997年起），心臟病發作。[297]
- 諾瓦爾·懷特（Norval White），83歲，美國作家（AIA紐約市指南），心臟病發作。[298]
- Felix Wurman，51歲，美國大提琴家，癌症。[299]

### 27日
- 瑪麗亞姆·巴班吉達，61歲，奈及利亞第一夫人，前總統易卜拉欣·巴班吉達的妻子，卵巢癌。[300]
- Gunnar Kemnitz，82歲，巴西奧運跳水運動員。[301]
- Terry L. Punt，60歲，美國政治家，賓夕法尼亞州參議員（1989-2009）和州眾議員（1979-1988）。[302]
- Narra Venkateswara Rao，62歲，印度演員，癌症。[需要引證]
- 以撒·施瓦茨（Isaac Schwartz），86歲，俄羅斯作曲家（《沙漠的白日》）。[303]
- Takashi Takabayashi，78歲，日本足球運動員。[304]

### 28日
- 艾倫·巴茨福德（Allen Batsford），77歲，英國足球經理（溫布爾登），心臟病發作。[305]
- 小哈比卜·布爾吉巴（Habib Bourguiba Jr.），82歲，突尼西亞外交官和政治家，外交部長（1964-1970）。[306]
- D.F.卡特賴特，93歲，英國商人。[307]
- 傑克·哈曼爵士，89歲，英國將軍。[308]
- 佐爾坦·霍瓦特（Zoltán Horváth），30歲，羅馬尼亞出生的匈牙利籃球運動員，車禍。[309]
- 特裡·馬特（Terry Matte），66歲，加拿大電視新聞製片人，癌症。[310]
- 曼弗雷德·施羅德（Manfred R. Schroeder），83歲，德國物理學家。[311]
- J·大衛·辛格（J. David Singer），84歲，美國政治學家。[312]
- 維托爾德·斯庫利茨（Witold Skulicz），83歲，波蘭藝術家。[313]
- The Rev，28歲，美國硬搖滾和重金屬鼓手（Avenged Sevenfold），吸毒過量。[314]

### 29日
- 羅伯托·阿馬代（Roberto Amadei），76歲，義大利羅馬天主教主教，貝加莫主教（1991-2009）。[315]
- C. Ashwath，71歲，印度卡納達語歌手，肝腎衰竭。[316]
- 卡洛·塞里奧尼（Carlo Cerioni），84歲，義大利奧運籃球運動員。[317]
- 大衛·萊文（David Levine），83歲，美國漫畫家（《紐約書評》），前列腺癌。[318]
- 保羅·薩普斯福德（Paul Sapsford），60歲，紐西蘭橄欖球聯盟球員（奧塔哥，國家隊），在一次噴射艇事故中受傷。[319]
- 阿克瑪律·謝赫（Akmal Shaikh），53歲，巴基斯坦出生的英國毒販，被注射死刑。[320]
- M. S. Sivasankariah，82歲，印度板球裁判。[321]
- 羅伯特·史密斯（Robert H. Smith），81歲，美國房地產開發商和慈善家，弗吉尼亞州水晶城的創造者，中風。[322]
- 史蒂夫·威廉姆斯，49歲，美國職業摔跤手，喉癌。[323]

### 30日
- 安東尼·阿萊莫（Anthony Alaimo），89歲，美國聯邦法官（喬治亞州南區）。[324]
- 貝茜·布朗特·格裡芬（Bessie Blount Griffin），95歲，美國發明家和法醫科學家。[325]
- 彼得·科倫（Peter Corren），62歲，加拿大同性戀權利活動家，癌症。[326]
- 阿德里安·基文比·達恩古（Adrian Kivumbi Ddungu），86歲，烏干達羅馬天主教馬薩卡主教。[327]
- 瑪律德溫·埃文斯（Maldwyn Evans），72歲，威爾士投球手，世界冠軍（1972年）。[328]
- 羅蘭·霍華德（Rowland S. Howard），50歲，澳大利亞音樂家和詞曲作者（生日派對），肝癌。[329]
- 蜜雪兒·朗（Michelle Lang），34歲，加拿大記者（卡爾加里先驅報），簡易爆炸裝置爆炸。[330]
- 露絲·禮來（Ruth Lilly），94歲，美國慈善家（禮來公司），心力衰竭。[331]
- Alberto Lysy，74歲，阿根廷小提琴家和作曲家。[332]
- 格洛麗亞·諾德（Gloria Nord），87歲，美國滑冰運動員。[333]
- 沃爾特·佩雷斯（Walter Pérez），85歲，烏拉圭奧運短跑運動員。[334]
- 瓦西裡·尚德賓，68歲，俄羅斯政治家。[335]
- Peter Shirayanagi，81歲，羅馬天主教會的日本紅衣主教。[336]
- Jacquie Sturm，82歲，紐西蘭作家和詩人。[337]
- Vishnuvardhan，59歲，印度卡納達語演員，心臟驟停。[338]
- 阿卜杜拉赫曼·瓦希德，69歲，印尼政治家，總統（1999-2001），心力衰竭。[339]
- 諾曼·沃克（Norman Walker），74歲，澳大利亞足球運動員。[340]
- 佩里·威爾遜（Perry Wilson），93歲，美國女演員（《恐懼出擊》）。[341]
- Leon Yao Liang，86歲，中國主教。[342]
- 伊萬·祖盧埃塔（Ivan Zulueta），66歲，西班牙設計師和電影導演。[343]

### 31日
- Arthur E. Bartlett，76歲，美國房地產經紀人，阿爾茨海默病Century 21的聯合創始人。[344]
- 烏瑪拉特·馬戈梅多夫，30歲，Vilayat Dagestan領導人，恐怖分子，被俄羅斯軍隊殺害。
- 托德·坎波（Tod Campeau），86歲，加拿大冰球運動員。[345]
- 朱利奧·科西尼（Giulio Corsini），76歲，義大利足球運動員和經理。[346]
- 約翰·庫什尼（John Cushnie），66歲，愛爾蘭園藝專家和電臺主持人，心臟病發作。[347]
- 卡哈爾·戴利（Cahal Daly），92歲，羅馬天主教會的愛爾蘭紅衣主教，全愛爾蘭的靈長類動物（1990-1996）。[348]
- 莫裡斯·杜普拉斯（Maurice Dupras），86歲，加拿大政治家。[349]
- Ann Linnea Sandberg，71歲，美國免疫學家。[350]
- George M. Holmes，80歲，美國政治家，北卡羅來納州議會議員（1975-1977,1979-2009）。[351]
- 羅斯·約翰斯通，83歲，加拿大冰球運動員。[352]
- 拉什迪·卡瓦瓦，83歲，坦尚尼亞政治家，坦噶尼喀總理（1962年）和坦尚尼亞總理（1972-1977年）。[353]
- 賈斯汀·基廷（Justin Keating），79歲，愛爾蘭人文主義者和工黨政治家（工商部長，1973-1977年）。[354]
- 海倫·路易斯（Helen Lewis），93歲，捷克出生的英國舞蹈家和集中營倖存者。[355]
- 吉多·洛林（Guido Lorraine），97歲，波蘭出生的英國演員。[356]
- 威廉·梅（William May），56歲，美國出生的澳大利亞藝術總監（《與恐龍同行——現場體驗》），肺炎。[357]
- Glauco Onorato，73歲，義大利演員和配音演員。[需要引證]
- 比爾·鮑威爾（Bill Powell），93歲，美國高爾夫球場設計師，中風。[358]
- 錢新忠，98歲，中國政治家，衛生部部長（1965-1973,1979-1983）。[359]
- 優素福·易卜拉欣·薩拉夫，69歲，埃及迦勒底開羅主教（自1984年起）。[360]
- Frans Seda，83歲，印尼經濟學家，財政部長（1966-1968）。[361]
- William Tuohy，83歲，美國記者和普利策獎獲得者，心臟手術併發症。[362]
- 米哈伊爾·瓦爾塔諾夫（Mikhail Vartanov），72歲，俄羅斯演員。[需要引證]